# Cryphaea leucocolea
Cryphaea leucocolea là một loài Rêu trong họ Cryphaeaceae. Loài này được (Mitt.) H. Rob. miêu tả khoa học đầu tiên năm 1972.